# Prekursory grupy I-R
Prekursory grupy I-R − termin medyczno-prawny, którym Ustawa o przeciwdziałaniu narkomanii określała każdą substancję pochodzenia naturalnego lub syntetycznego, która może być przetworzona na środek odurzający lub substancję psychotropową albo może służyć do ich wytworzenia i została umieszczona w odpowiednim wykazie prekursorów I-R. Grupa taka w obecnie obowiązującej Ustawie o przeciwdziałaniu narkomanii nie istnieje. Obecnie prekursory narkotykowe znajdują się w wykazie w Rozporządzeniu (WE) 273/2004.
W wykazie prekursorów I-R znajdowały się:
- efedryna
- pseudoefedryna
- ergometryna
- ergotamina
- fenyloaceton
- izosafrol
- safrol
- kwas lizergowy
- kwas acetyloantranilowy
- piperonal
- 3,4-metylenodioksy-fenylopropan-2-on[2]

Posiadanie, wytwarzanie, obrót tymi środkami jest ograniczony tylko do osób fizycznych lub przedsiębiorstw posiadających specjalne uprawnienia. W przypadku nieuprawnionego ich posiadania podlegają one zabezpieczeniu oraz przepadkowi na rzecz Skarbu Państwa.
Wg art. 61 Ustawy: kto w celu niedozwolonego wytworzenia środka odurzającego, substancji psychotropowej lub nowej substancji psychoaktywnej wytwarza, przetwarza, przerabia, dokonuje przywozu, wywozu, wewnątrzwspólnotowego nabycia, wewnątrzwspólnotowej dostawy, przewozi przez terytorium Rzeczypospolitej Polskiej lub terytorium innego państwa, nabywa, posiada, przechowuje lub wprowadza do obrotu prekursory lub nową substancję psychoaktywną, podlega grzywnie i karze pozbawienia wolności do lat 5. Za wytwarzanie, przetwarzanie, przerabianie, stosowanie, przewóz, wywóz, nabycie, dostawa, posiadanie czy przechowanie prekursorów bez takiego zamiaru grozi grzywna (art. 66). Ta sama kara grozi za zlekceważenie obowiązku prowadzenia ewidencji wytwarzania, przetwarzania, przerobu środków odurzających, substancji psychotropowych lub prekursorów i obrotu nimi albo naruszenia w inny sposób przepisów określających zasady stosowania takich środków, substancji lub prekursorów i obrotu nimi (art. 67).  
Zobacz też: prekursor narkotyku.